# Lucius Quinctius Cincinnatus
Lucius Quinctius Cincinnatus (ca. 519 – ca. 430 f.Kr.) var en romersk patricier, statsmand og militær leder, som levede i den tidlige Romerske Republik. Han blev en legendarisk skikkelse, der kom til at repræsentere romersk dyd – særligt borgerdyd.
Cincinnatus var modstander af plebejernes (de almindelige borgeres) rettigheder. Plebejer var faldet ind i fattigdom på grund af Cincinnatus' søn Caeso Quinctius' voldsomme modstand mod deres ønske om en skriftlig kodificering af lovene (Romerret) med lige håndhævelse. På trods af sin relativt høje alder arbejdede han på sit eget lille landbrug, indtil en invasion fik hans medborgere til at efterspørger hans lederskab. Han forlod derpå sin plov for at påtage sig den fulde kontrol over staten (som diktator), men efter at have opnået en hurtig sejr, efter blot 16 dage, frasagde han sig sin magt og dens fordele og vendte i stedet tilbage til sin gård. Hans succes, håndtering af den daværende krise (traditionelt dateret til 458 f.Kr.) og øjeblikkelige fratræden fra sit diktator-embede er ofte blevet fremhævet som et eksempel på fremragende lederskab, tjene en højere sag, borgerdyd, ydmyghed og beskedenhed.
Moderne historikere sætter dog spørgsmålstegn ved nogle detaljer i historien, der bl.a. fortælles af Livius. Men samtidig accepterer moderne historikere normalvis Cincinnatus som en historisk figur, der tjente som konsul i 460 f.Kr. og som diktator i 458 f.Kr.. Han tjente (muligvis) igen i 439 f.Kr som diktator., da patricierne tilskyndede ham til at undertrykke plebejernes frygtede opstand under ledelse af Spurius Maelius, hvorefter han siges at have afstået magten igen.

## Liv
I henhold til de traditionelle beretninger blev Lucius født omkring 519 f.Kr. – i løbet af det sidste årti af det Romerske Kongerige. Han var medlem af den gamle patricierklan Quinctia, som gik forud for grundlæggelsen af Rom, hvor den var blevet flyttet til Rom fra den latinske by Alba Longa af Tullus Hostilius. Klanens første konsul var Titus Quinctius Capitolinus Barbatus, som blev valgt i 471 f.Kr. Da både Titus og Lucius var registreret som søn og barnebarn af mænd ved navn Lucius Quinctius, menes Titus nogle gange at have været Lucius' bror. Dette tyder på, at Lucius var den første med sit cognomen, Cincinnatus, som betyder "de krølhårede". Familien var rig.
I slutningen af 460'erne f.Kr. afværgede Rom et angreb fra Aequi mod øst. Begyndende i 462 f.Kr. indledte plebejertribunen G. Terentilius Harsa et forsøg på at få kodificeret de romerske love for derved at etablere en slags forfatning, der ville kontrollere de patriciske konsulers magt. I årene efter blev han og de andre plebejere ignoreret, afværget og afvist. Denne afvisning blev indledningsvis begrundet med proceduremæssige årsager, men de blev i sidste ende tævet og drevet væk fra gaderne af bander, som var kontrolleret af patriciere og deres klienter – angiveligt inklusive Cincinnatus' søn Caeso.
Patriciernes voldsomme modstand førte til så megen uro, at Appius Herdonius var i stand til at erobre Kapitol-højen med en bande fredløse og oprørsslaver (i henhold til Livius) eller med en hær af sabinere (i henhold til Dionysius). Konsulen Publius Valerius Poplicola blev efterfølgende dræbt i 460 f.Kr. og Cincinnatus – sandsynligvis ulovligt – blev den suffectus ("erstatnings") konsul for resten af året. Cincinnatus var selv en stor modstander af plebejernes forslag og ønsker, som derfor ikke fik støtte under hans administration. Hans søn blev angiveligt drevet fra byen og dræbt for sit mord på en plebejer. Cincinnatus forlod byen og trak sig tilbage til en ejendom, som han havde vest for Tiberen.
Cincinnatus tjente som diktator i 458 eller 457 f.Kr., hvor han fik til opgave at lede forstærkninger til undsætning for en romerske hær, som var ledet af konsulen L. Minucius Esquilinus Augurinus ved Algidus-bjerget. Mange af detaljerne i denne historie antages i dag for ikke at være historiske korrekte og nogle betragter hele den militære beretning som fiktiv, idet dens paralleller med både T. Quinctius Cincinnatus' sejr over Palestrina i 380 f.Kr. og Fabius' redning af M. Minucius Rufus fra Hannibal i 217 f.Kr. er for stor. I en beretning udnyttede Cincinnatus sit embede som diktator til at afholde en høring, på trods af indsigelserne fra tribunerne, hvor hans søns anklager Marcus Volscius blev anklaget for mened, hvilket ledte til, at han blev drevet i eksil.
Under decemviratet opstillede han uden held til en stilling i 450 f.Kr.
Han vendte muligvis tilbage som diktator i 439 f.Kr. for at forsvare Rom mod en sammensværgelse, som præfekten L. Minucius Augurinus påstod, at Spurius Maelius havde planlagt mod republikken. Da Spurius Maelius ignorerede hans indkaldelse, blev han dræbt af Cincinnatus' magister equitum, hvorefter sammensværgelsen kollapsede. Cincinnatus døde formodentlig kort tid herefter.

## Legende

### Søn af Lucius Quintus Cincinnatus
I de traditionelle beretninger var Cincinnatus' søn Caeso en åbenlys modstander af plebejernes forsøg på at vedtage Terentilian loven, som forsøgte at kodificere den romerske retstradition og afgrænse de patriciske konsulers autoritet. Caeso ville lede forskellige bander, der ville fordrive plebejertribuner fra Forummet og forstyrre de nødvendige procedurer for at godkende denne lov. Han blev stillet for retten for kapitalanklager i 461 f.Kr., men løsladt mod en stor kaution. En plebejer ved navn Marcus Volscius vidnede om, at hans bror – til trods for at han var svag af sygdom – var blevet væltet og såret af Caeso med en sådan kraft, at han senere døde. I stedet for at møde sine anklagere i retten flygtede Caeso til etruskerne. Han blev derefter dømt til døden in absentia, og hans far blev pålagt en enorm bøde, hvilket tvang ham til at sælge det meste af sine godser og trække sig tilbage fra det offentlige liv. Han trak sig efterfølgende tilbage for at arbejde på en lille gård (nogle beretninger siger, at Caeso blev dræbt med Poplicola i genindtagelsen af Kapitol fra Herdonius). Særligt afviser moderne historikere bøden og påpeger, at denne er opfundet og indsat senere, som en forklaring på diktatorens formodede fattigdom og øge hans dyder. Nogle afviser historien i sin helhed.

### Det første diktator-embede
I 458 f.Kr. brød Aequi-folkene øst fra Rom deres aftale fra året forinden og forsøgte at erobre Tusculum (Frascati). Årets konsuler – L. Minucius Esquilinus Augurinus og G. Nautius Rutilus – førte to hære ud: én der skulle hjælpe Tusculum, og en anden for at slå til mod Aequi-landene og deres sabinske allierede. Da hæren under L. Minucius Esquilinus Augurinus nåede bjerget Algidus i Alban-bakkerne, slog hæren lejr og hvilede i stedet for straks at angribe. Aequierne satte hurtigt ind omkring deres position og belejrede dem med succes, hvor kun fem ryttere undslap for at fortælle det romerske Senat, hvad der var sket. Da den anden konsuls hær var ude af stand til at hjælpe, faldt senatorerne i panik og godkendte udnævnelsen af en diktator. G. Nautius Rutilus eller Horatius Pulvillus navngav Cincinnatus for en periode på seks måneder.
En gruppe senatorer blev sendt til Cincinnatus for at informere ham om hans udnævnelse. Her fandt de ham, mens han pløjede sin gård. Han spurgte dem derpå: "Er alt i orden?", hvortil senatorerne svarede ham, at de håbede "det måtte ende godt for både ham og hans land", og bad iførte sig sin senatoriske toga, inden de fortalte ham Senatets mandat. Han kaldte derefter på sin kone, Racilia, og bad hende tage hans toga med fra deres hus. Da han var ordentligt klædt, fortalte delegationen ham, at han var udråbt diktator og beordrede ham at komme til byen. Han krydsede Tiberen i en af Senatets både og blev ved sin tilbagevenden mødt af sine tre sønner og de fleste senatorer. Adskillige liktorer blev tildelt ham til beskyttelse og håndhævelse af hans ordrer.
Næste morgen gik Cincinnatus til Forum Romanum og udnævnte Lucius Tarquitius til sin magister equitum. Derefter gik han til folkeforsamlingen og beordrede enhver mand i den militærdugelig alder til at møde op på Marsmarken (Campus Martius) inden dagen var omme. Derefter marcherede de mod konsulens hær, for at komme hans hær til undsætning. I forbindelse med Slaget ved Algidus brugte de deres våben til hurtigt at belejre de belejrende Aequier. I stedet for at nedkæmpe Aequierne, som befandt sig mellem de to romerske hære, accepterede Cincinnatus deres bønner om barmhjertighed og tilbød dem amnesti – forudsat at de tre hovedansvarlige blev henrettet, og Gracchus Cloelius og deres andre ledere blev leveret til ham i lænker. En "åg" af tre spyd blev derefter sat op, og Aequierne blev tvunget til at passere under disse som et tegn på deres underkastelse – bukke og indrømme deres nederlag. Derefter opløste Cincinnatus sin hær og vendte tilbage til sin gård. Han havde derpå opgivet sit embede og magt (som diktator) blot femten dage efter, at han var blevet tildelt dette.

### Det andet diktator-embede
Efter at have være blevet nomineringet af sin bror eller nevø, Titus Quinctius Capitolinus Barbatus, trådte Cincinnatus igen ud af sin pension og blev tildelt en anden periode som diktator i 439 f.Kr. Her fik Cincinnatus til opgave at håndtere den rige plebejer Spurius Maelius' frygtede plan om at købe de fattiges loyalitet og etablere sig selv som konge over Rom. Cincinnatus udpegede C. Servilius Ahala til sin magister equitum og beordrede ham til at bringe Spurius Maelius for sig. Han og de andre patriciere bemandede derefter Kapitol-højen og andre højborge omkring byen. Maelius afværgede Ahalas folk med en slagterkniv og flygtede ind i en menneskemængde. Ahala førte en flok patriciere ind i mængden og dræbte ham under hans flugt. Da krisen var løst, fratrådte Cincinnatus igen sit embede efter blot at have siddet i 21 dage (Ahala blev senere stillet for retten for at overskride sit embede og accepterede frivilligt eksil). Forskellige aspekter af historien er forbundet med falske ætiologiske legender, og det har muligvis ingen anden forbindelser til diktatoren fra 458 f.Kr. end det faktum, at Cincinnatus i 439 f.Kr. var medlem af samme slægt.

### Andre legender
Cincinnatus blev en legende for romerne. To gange blev han tildelt det højeste embede og magt, hvor han med dette samme afstod denne magt, da den konkrette problemstilling var løst. Han udviste konsekvent stor ære og integritet. Den høje anseelse, som senere romere havde for ham, udvides ofte til hans familie. En legende fra slutningen af hans liv hævder, at en Capitolinus forsvarede en af sine sønner fra en anklage for militær inkompetence ved at spørge juryen, hvem der ville gå hen og fortælle den aldrende Cincinnatus nyheden i tilfælde af en domfældelse. Sønnen skulle efter sigende være blevet frifundet, fordi juryen ikke kunne nænne at knuse den aldrende mands hjerte.

## Eftermæle
Mange italienske byer har pladser, gader eller andre steder opkaldt efter Cincinnatus (italiensk: Cincinnato). Cincinnato-kvarteret i Anzio er opkaldt efter ham.
Legenden om Cincinnatus' militære sejr og efterfølgende afståelse af magten har fortsat med at inspirere til beundring. Den er også blevet påberåbt for at ære andre politiske ledere, særligt George Washington. Washingtons afståelse af kontrollen over den Kontinentale Hær, afvisning af at etablere et monarki – herunder at påtage sig selv monarkiske magtbeføjelser – og hans frivillige pensionering efter to perioder som amerikansk præsident (for i stedet at vende tilbage til sin gård ved Mount Vernon) har affødt allusioner til Cincinnatus almindelige i historisk og litterær behandlinger fra tiden.
Society of the Cincinnati blev stiftet af Henry Knox i 1783 for at hjælpe officererne fra den Kontinentale Hær og Flåde samt deres familier, for derved at bevare idealerne fra den Amerikanske Revolution og for at opretholde foreningen af de tidligere kolonier. En tilsvarende fransk forening blev grundlagt kort herefter af kong Louis XVI. Cincinnati, Ohio og Cincinnatus, New York, i USA, blev navngivet til hans ære.
Der henvises til Cincinnatus i bog II, kapitel 1 i Thomas Carlyles Sartor Resartus. Hovedpersonen i Vladimir Nabokovs invitation til halshugning hedder Cincinnatus C.
Whistleblower Edward Snowden brugte navnet "Cincinnatus", da han første gang kontaktede journalist Glenn Greenwald.
Den britiske premierminister Boris Johnson henviste til Cincinnatus i sin afskedstale uden for Downing Street 10 i London den 6. september 2022. Nogle kommentatorer bemærkede, at mens – som Johnson sagde – Cincinnatus vendte tilbage til sin plov, blev han også senere tilbagekaldt til magten.

### Primære kilder
- Dionysios af Halikarnassos Roman Antiquities, Book X, §§ 23–25.
- Florus, Epitome of Roman History, Book I, § 11.
- Livy, History of Rome, Book III, §§ 26–29.
- Pliny the Elder, Natural History, Book XVIII, § 4.

### Sekundære kilder
- Niebuhr, Barthold Georg (1828). [[[:Skabelon:GBurl]] The History of Rome]. Vol. 2. Oversat af Julius Charles Hare; Connop Thirlwall. Cambridge: John Taylor. {{cite book}}: Tjek |url= (hjælp)
- Ripley, George; Dana, Charles A., red. (1879), "Lucius Quintius Cincinnatus", American Cyclopaedia, Vol. IV, New York.
- Smith, William, red. (1867), "Cincinna′tus", A Dictionary of Greek and Roman Biography and Mythology, Vol. I, Boston: Little, Brown, & Co..
- Skabelon:Cite EB9
- Chisholm, Hugh, red. (1911), "Cincinnatus, Lucius Quinctius" , Encyclopædia Britannica, vol. 6 (11. udgave), Cambridge University Press, s. 374
- Skabelon:Cite NSRW
- Forsythe, Gary (2006), A Critical History of Early Rome: From Prehistory to the First Punic War, Berkeley: University of California Press, ISBN 9780520249912
- Forsythe, Gary (2015), "The Beginnings of the Republic from 509 to 390 BC",  i Mineo, Bernard (red.), A Companion to Livy, Chichester: John Wiley & Sons, s. 313-329.
- Duncan, Mike, “7 – The Roman Washington”. History of Rome podcast (2008-11-11). Retrieved 2020-06-26.